# 警備派出所
警備派出所（けいびはしゅつしょ、英: Liaison Police Box）とは、日本国内の空港や大使館、各種公邸や要人私邸の門前などに設置される警察施設である。交番の一種であり、警備対象施設の所在地を管轄する警察署が管理する。
空港をはじめとする警備対象施設内などの警備、地理案内、警備対象施設の敷地内で起きた事件の初動捜査を担当するほか、山岳警備隊の詰所としての機能を持たせているところもある。派出所長には、警視、警部、警部補のいずれかの階級にある者が充てられている。また、警察学校での初任科教育の一環として、学校正門に警備派出所名義の模擬交番的施設を設け、交番勤務の実践的な訓練を行うところもある。
なお、内閣総理大臣官邸の周辺警備については警視庁総理大臣官邸警備隊が行っており、警備派出所は設けられていない。

## 警備派出所

### 主なもの（常設）
- 各都道府県警察：空港警備派出所
- 警視庁（25か所）[1][2]：
  - 麹町警察署 衆議院議長公邸警備派出所、参議院議長公邸警備派出所、永田町警備派出所（国会議事堂周辺）、半蔵門警備派出所、乾門警備派出所、千鳥ケ淵警備派出所（皇居周辺警備）
  - 丸の内警察署 皇居前警備派出所、桜田門警備派出所、桔梗門警備派出所（皇居周辺警備）
  - 中央警察署 日本銀行警備派出所
  - 月島警察署 晴海埠頭警備派出所
  - 麻布警察署 中国大使館警備派出所、狸穴警備派出所(ロシア大使館前)
  - 赤坂警察署 赤坂二丁目警備派出所、赤坂九丁目警備派出所、米国大使館警備派出所、権田原警備派出所[注釈 1]
  - 四谷警察署 南元町警備派出所[注釈 2]
  - 富坂警察署 東京ドーム警備派出所
  - 浅草警察署 観音前警備派出所
  - 福生警察署 秋多警備派出所
  - 高尾警察署 多摩御陵警備派出所
  - 府中警察署 多摩川競艇場前警備派出所
  - 大島警察署 外輪山警備派出所
  - 八丈島警察署 空港警備派出所
- 北海道警察：
  - 南警察署 旭ヶ丘警備派出所[注釈 3]、南十五条警備派出所[注釈 4]
- 埼玉県警察：
  - 蕨警察署 日本銀行戸田分館警備派出所
- 神奈川県警察：
  - 戸部警察署 横浜駅西口警備派出所
  - 葉山警察署 葉山御用邸警備派出所
- 新潟県警察：
  - 新潟警察署 ロシア総領事館警備派出所
- 富山県警察：
  - 上市警察署 室堂警備派出所、剱沢警備派出所、馬場島警備派出所（山岳警備隊の拠点）
- 三重県警察：
  - 伊勢警察署 外宮前警備派出所
- 京都府警察：
  - 中京警察署 木屋町警備派出所（旧：五条警察署 木屋町警備派出所）
  - 京丹後警察署 丹後町警備派出所
  - 東山警察署 大和大路警備派出所
  - 下京警察署 京都駅警備派出所
  - 舞鶴警察署 水上警備派出所
- 大阪府警察：
  - 大阪水上警察署 泉州警備派出所
- 長崎県警察：
  - 浦上警察署 中国総領事館警備派出所

### 臨時のもの
建物は常に設置またはテナント内に設置スペースが確保されており、必要時に開設するもの
- 静岡県警察：富士宮警察署富士宮口夏山臨時警備派出所（夏山登山警備）
- 静岡県警察：御殿場警察署須走口夏山臨時警備派出所（夏山登山警備）
- 山梨県警察：富士吉田警察署河口湖臨時警備派出所、富士山警備派出所（夏山登山警備）
- 長野県警察：大町警察署栂池高原臨時警備派出所（スキー客や後立山連峰への越年登山者警備）
- 長野県警察：松本警察署上高地臨時警備派出所（夏山登山警備）
- 長野県警察：茅野警察署蓼科臨時警備派出所
- 三重県警察：伊勢警察署内宮前警備派出所（年始などに開所）
- 神奈川県警察：秦野警察署丹沢臨時警備派出所（夏山登山警備）
- 長野県警察：軽井沢警察署旧道臨時警備派出所（夏の観光客や別荘滞在者対応）
- 三重県警察：鳥羽警察署賢島臨時警備派出所（伊勢志摩サミットのために設置、2016年2月16日から6月13日の期間限定[3][4]。）
- 各都道府県警察： 海水浴場や祭り会場への臨時警備派出所（仮設のテント・移動交番車等により開設するものもある）

### ポリスボックス
各種公邸や要人私邸の門前などに設置される電話ボックスの形状をした臨時の施設
- 内閣総理大臣等の要人自宅前
- 警視庁：勝俣恒久邸前警備派出所（原子力撤廃運動が福島第一原子力発電所事故をきっかけに過激化したため）
- 静岡県警察：浜松中央警察署海老塚警備派出所（一力一家組事務所撤去活動支援の為に設けられた）